# Platyzosteria ceratodi
Platyzosteria ceratodi es una especie de cucaracha terrestre del género Platyzosteria, tribu Polyzosteriini, subfamilia Polyzosteriinae. Fue descrita científicamente por Krauss en 1902.

## Distribución
Se distribuye por Oceanía: Australia (Queensland).